# Ahmed Mubarak Al-Mahaijri
Ahmed Mubarak Salim Al-Mahaijri, conosciuto anche come Ahmed Mubarak o Ahmed Kano (Sur, 23 febbraio 1985), è un calciatore omanita, centrocampista dell'Al-Markhiya. È il fratello di Younis Mubarak Al-Mahaijri.

## Carriera

### Club
Ha giocato nei campionati omanita, saudita, kuwaitiano, qatariota ed emiratino.

### Nazionale
Ha esordito in nazionale maggiore nel 2003, con la quale detiene il record di presenze (180).
Con la nazionale ha preso parte a quattro edizioni della Coppa d'Asia e a otto edizioni della Coppa delle Nazioni del Golfo.

#### Coppa delle Nazioni del Golfo
Ha partecipato alle edizioni del 2003, 2004, 2007, 2009, 2010, 2013, 2014 e 2017-2018 della Coppa delle Nazioni del Golfo.
Nell'edizione 2003 del torneo ha segnato un gol nella vittoria per 2-0 contro gli  Emirati Arabi Uniti. Nell'edizione 2014 ha segnato il gol nel pareggio per 1-1 contro l'Iraq. Nell'edizione 2017 è riuscito a segnare il rigore decisivo nella vittoria per 1-0 contro i padroni di casa del Kuwait.
Ha vinto il premio di miglior giocatore della Coppa delle Nazioni del Golfo 2017 per il suo ruolo decisivo nel successo della nazionale omanita.

#### Coppa d'Asia AFC
Ha collezionato presenze nelle partite di qualificazione per la Coppa d'Asia 2004, alla Coppa d'Asia 2004, nelle partite di qualificazione per la Coppa d'Asia 2007, alla Coppa d'Asia 2007, nelle partite di qualificazione per la Coppa d'Asia 2011, nelle partite di qualificazione per la Coppa d'Asia 2015, alla Coppa d'Asia 2015, nelle partite di qualificazione per la Coppa d'Asia 2019 e alla Coppa d'Asia 2019.

#### Qualificazioni alla Coppa del Mondo FIFA
Ha collezionato un totale di quattro presenze nelle qualificazioni per la Coppa del Mondo FIFA 2006, sei nelle qualificazioni per la Coppa del Mondo FIFA 2010 e quattordici nelle qualificazioni per la Coppa del Mondo FIFA 2014. Nelle qualificazioni per la Coppa del Mondo FIFA 2010, ha segnato un gol nell'1-1 contro il Giappone. Ha segnato tre gol nelle qualificazioni alla Coppa del Mondo FIFA 2014. Il primo è arrivato nel secondo turno di qualificazione, in una vittoria per 2-0 sul Myanmar, e gli altri due gol sono stati segnati nel quarto turno di qualificazione, uno nella vittoria per 2-1 sulla Giordania e un altro nella sconfitta per 1-2 contro il Giappone. L'Oman era arrivato nell'ultima partita del girone ancora con la possibilità di qualificarsi almeno per il turno di playoff, ma una sconfitta per 1-0 contro la Giordania li ha eliminati dalla competizione.

## Statistiche

### Cronologia presenze in nazionale
| Cronologia completa delle presenze e delle reti in nazionale ― Oman | Cronologia completa delle presenze e delle reti in nazionale ― Oman | Cronologia completa delle presenze e delle reti in nazionale ― Oman | Cronologia completa delle presenze e delle reti in nazionale ― Oman | Cronologia completa delle presenze e delle reti in nazionale ― Oman | Cronologia completa delle presenze e delle reti in nazionale ― Oman | Cronologia completa delle presenze e delle reti in nazionale ― Oman | Cronologia completa delle presenze e delle reti in nazionale ― Oman |
| Data                                                                | Città                                                               | In casa                                                             | Risultato                                                           | Ospiti                                                              | Competizione                                                        | Reti                                                                | Note                                                                |
| ------------------------------------------------------------------- | ------------------------------------------------------------------- | ------------------------------------------------------------------- | ------------------------------------------------------------------- | ------------------------------------------------------------------- | ------------------------------------------------------------------- | ------------------------------------------------------------------- | ------------------------------------------------------------------- |
| 09-01-2019                                                          | Sharjah                                                             | Uzbekistan                                                          | 2 – 1                                                               | Oman                                                                | Coppa d'Asia 2019 - 1º turno                                        | -                                                                   | cap.                                                                |
| 13-1-2019                                                           | Abu Dhabi                                                           | Oman                                                                | 0 – 1                                                               | Giappone                                                            | Coppa d'Asia 2019 - 1º turno                                        | -                                                                   | cap. 26’                                                            |
| 17-1-2019                                                           | Abu Dhabi                                                           | Oman                                                                | 3 – 1                                                               | Turkmenistan                                                        | Coppa d'Asia 2019 - 1º turno                                        | 1                                                                   | cap.                                                                |
| 20-1-2019                                                           | Abu Dhabi                                                           | Iran                                                                | 2 – 0                                                               | Oman                                                                | Coppa d'Asia 2019 - Ottavi di finale                                | -                                                                   | cap. 81’                                                            |
| Totale                                                              |                                                                     | Presenze                                                            | 4                                                                   |                                                                     | Reti                                                                | 1                                                                   |                                                                     |

## Palmarès

### Club

#### Competizioni nazionali
- Oman League: 2

Al-Oruba: 2001-2002, 2014-2015
- Coppa del Presidente degli Emirati Arabi Uniti: 1

Al-Ain: 2004-2005
- Emir of Qatar Cup: 1

Al-Rayyan: 2006

### Nazionale
- Coppa delle nazioni del Golfo

Kuwait 2017

### Individuale
- MVP Coppa delle Nazioni del Golfo: 1

Kuwait 2017